# Ullsteinhaus

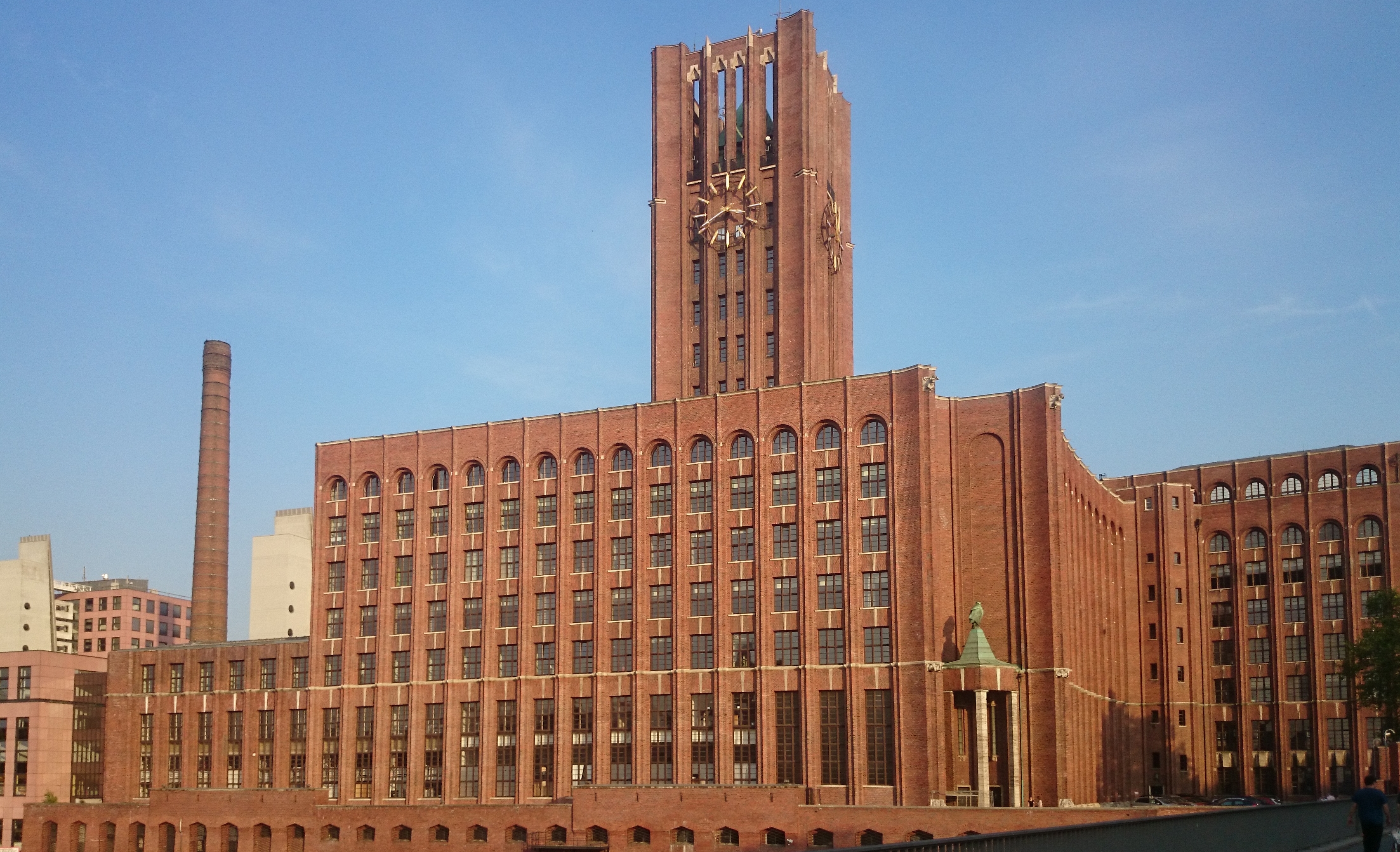
Ullsteinhaus sett från Tempelhofer Hafen.

Ullsteinhaus är en tidigare tryckeri- och förlagsbyggnad, i stadsdelen Tempelhof, stadsdelsområdet Tempelhof-Schöneberg, i Berlin, belägen på adressen Mariendorfer Damm 1-3. Byggnaden uppfördes 1925–1927 och ritades av arkitekten Eugen Schmol i tegelexpressionistisk stil.  Ullsteinhaus var det första höghuset uppfört i betong i Berlin, men utsmyckades utvändigt med en tegelklädd fasad. Den äldre huskroppen är sju våningar hög, med ett tolv våningar högt klocktorn som utgör ett karakteristiskt landmärke för stadsdelen Tempelhof. Byggnaden var från färdigställandet 1927 fram till 1957 Tysklands högsta höghus. Lika känd är uggleskulpturen av Fritz Klimsch, förlagets symbol, som står över en av ingångarna.
Byggnaden uppfördes 1925–1927 för Ullstein-Verlags tryckeriverksamhet och kontor, men konfiskerades under Nazityskland på grund av Ullsteinfamiljens judiska härkomst och döptes om till Deutsches Haus, där flera nazistiska tidningar trycktes under kriget. Förlaget och byggnaden återlämnades till familjen efter krigsslutet 1945.  
En stor tillbyggnad för Modecenter Berlin uppfördes 1993–1996. Byggnaden är idag inte längre tryckeri utan används huvudsakligen som kontorsbyggnad för bland annat medicinska inrättningar och kläd-, IT- och utbildningsföretag. Här finns också Deutsches Pressemuseum im Ullsteinhaus, med utställningar om pressens historia och politiska roll som "fjärde statsmakt" under Tysklands 1800-tals- och 1900-talshistoria. Huset inrymmer även ett café och en nattklubb, Amber Suite. Omedelbart framför huset ligger tunnelbanestationen Ullsteinstrasse.